# Hauptverhandlungshaft
Als Hauptverhandlungshaft oder Ungehorsamshaft bezeichnet man im deutschen Strafprozessrecht die Inhaftierung eines Angeklagten aufgrund eines Haftbefehls gemäß § 230 Abs. 2 StPO. Nach dieser Norm kann das Gericht gegen einen Angeklagten, der nicht genügend entschuldigt der Hauptverhandlung ferngeblieben ist, die Vorführung anordnen oder Haftbefehl erlassen (Sitzungshaftbefehl).
Gemäß § 230 Abs. 1 StPO findet gegen einen ausgebliebenen Angeklagten eine Hauptverhandlung nicht statt. Es gibt nur wenige Ausnahmen (z. B. § 231 Abs. 2, § 231a, § 231b, § 247, § 329 und § 411 StPO). Erscheint der Angeklagte zum Termin der Hauptverhandlung unentschuldigt nicht, kann das Gericht daher Zwangsmittel gegen den Angeklagten anwenden, die Vorführung oder den Haftbefehl gem. § 230 Abs. 2 StPO.
Nicht genügend entschuldigt ist der Angeklagte, wenn ihm wegen seines Ausbleibens unter Abwägung aller Umstände des Falles billigerweise ein Vorwurf gemacht werden kann. Maßgebend ist also nicht, ob der Angeklagte sich entschuldigt hat, sondern ob er entschuldigt ist.
Wie immer ist der Grundsatz der Verhältnismäßigkeit zu beachten, so dass der Vorführung als weniger einschneidende Maßnahme als der Haftbefehl grundsätzlich der Vorrang gebührt. Denn diese führt lediglich dazu, dass der Angeklagte (in der Regel von der Polizei) rechtzeitig zur Hauptverhandlung gebracht wird. Erst wenn diese Maßnahme nicht erfolgversprechend ist, darf ein Haftbefehl erlassen werden, aufgrund dessen der Angeklagte inhaftiert wird.
Der Haftbefehl muss inhaltlich den Anforderungen des § 114 Abs. 2 StPO genügen. Er setzt – anders als bei der Untersuchungshaft – keinen dringenden Tatverdacht und auch keinen (weiteren) Haftgrund voraus. Es bedarf lediglich der Feststellung, dass der Angeklagte unentschuldigt der Hauptverhandlung ferngeblieben ist.
Der Haftbefehl für die Hauptverhandlungshaft unterliegt keinen zeitlichen Beschränkungen und wirkt bis zum Ende der Hauptverhandlung. Diese ist – wie bei allen Haftsachen – möglichst zeitnah durchzuführen.
Darüber hinaus existiert die Möglichkeit der Hauptverhandlungshaft nach § 127b StPO, die angeordnet werden kann, wenn eine Entscheidung im beschleunigten Verfahren (§§ 417 ff. StPO) wahrscheinlich ist und auf Grund bestimmter Tatsachen zu befürchten ist, das der vorläufig Festgenommene der Hauptverhandlung fernbleiben wird.